# Vitis tiliifolia
Vitis tiliifolia là một loài thực vật hai lá mầm trong họ Nho. Loài này được Humb. & Bonpl. ex Schult. miêu tả khoa học đầu tiên năm 1819.